# Victoria Díez Bustos de Molina
Victoria Díez y Bustos de Molina (Sevilla, 11 de noviembre de 1903 - Hornachuelos, Córdoba, 12 de agosto de 1936) fue una maestra laica católica española, miembro de la Institución Teresiana. Víctima de la persecución religiosa durante la guerra civil española, fue asesinada en Hornachuelos. Beatificada por Juan Pablo II el 10 de octubre de 1993.

## Biografía
Hija única de José Díez Moreno, de Cádiz escribiente y apoderado de una casa comercial de Sevilla y de Victoria Bustos de Molina,  ama de casa.
Desde muy joven destaca en ella su entrega a los demás y profunda manifestación de fe. Sus cualidades artísticas hacen que curse seis años en la Escuela de Artes y Oficios de Sevilla. Pero su vocación principal era de maestra, realizando sus estudios de magisterio entre 1919 y 1923 que obtiene el título de maestra en la Escuela de Magisterio de Sevilla.
En 1925 se estableció la Institución Teresiana en Sevilla con una academia internado para estudiantes de Magisterio denominada «Santa Teresa». El 25 de abril de 1926, Victoria y unas amigas acuden a una conferencia que da la directora de este centro María Josefa Grosso. Victoria llamó a ese momento: La tarde del encuentro. El objetivo de la academia era formar a los maestros y maestras que accedían a la enseñanza pública y estimular la innovación pedagógica en aquellos que ya ejercían esta profesión.  
Después de su incorporación a la Institución Teresiana, Victoria se quedó en Sevilla preparando oposiciones y dando clase en la Academia-Inernado. Tras ganar las oposiciones en 1927 fue destinada a Cheles (Badajoz) en que estuvo tan sólo un curso. Allí mejoró la escuela local, organizó la biblioteca, luchó contra el absentismo escolar trabajando con grupos de niñas y las jóvenes del pueblo llevando sus métodos pedagógicos renovados: excursiones al campo, cantos, actividades con las alumnas y labores. Mantiene correspondencia con Josefa Segovia Morón en la que le cuenta sus vicisitudes. 
El 13 de junio de 1928 recibe su nombramiento para Hornachuelos (Córdoba) con 25 años y con clara conciencia de haber recibido una importante misión: le habían confiado un pueblo y se sintió responsable de él. Durante los próximos ocho años que vivió en Hornachuelos (1927-1936) desarrolló una intensa actividad al servicio de la Iglesia y de la sociedad civil. Además de sus tareas como maestra, creó la catequesis infantil e impulsó la Acción Católica (AC), tras la prohibición de impartir religión en los colegios públicos por el gobierno de la II República, continuó dando catequesis, colaboró en la reedificación de la escuela y continuó con su novedoso sistema pedagógico: tenía en sus clases gimnasia rítmica, clases al aire libre, excursiones a Córdoba y Sevilla, enseñaba cantos y pintura; organizó cursos nocturnos para mujeres trabajadoras y una biblioteca para antiguas alumnas, ayudó a las familias necesitadas del pueblo y la nombraron Presidenta del Consejo Local del Pueblo.
Durante los difíciles años de 1932 a 1934 por las diferencias ideológicas de los españoles, nunca mostró una inclinación política y colaboró tanto con el ayuntamiento de derechas como el posterior de izquierdas llegando a ser secretaria de la Junta de Enseñanza. Era querida y respetada por todos los del pueblo. En los prolegómenos de la guerra civil española, la iglesia de Hornachuelos fue incendiada. Tras intensos meses de trabajo, y con la infatigable colaboración de Victoria con el párroco, se consiguió abrir de nuevo y la volvieron a saquear en los primeros días de la guerra civil.
El 20 de julio de 1936, recién estallada la guerra civil española, arrestaron al párroco de Hornachuelos D. Antonio Molina. El 11 de agosto dos hombres armados pidieron a Victoria que acudiera con ellos al Comité a prestar declaración. Ya no la dejaron volver a su casa. La dejaron prisionera en una de las casas en la plaza del pueblo. A pesar de las gestiones de diferentes personas para que fuese liberada, no se logró el objetivo.
Detallados estudios han puesto recientemente de relieve su santidad de vida. (enlace roto disponible en Internet Archive; véase el historial, la primera versión y la última).
En la madrugada del día 12 de agosto, Victoria fue conducida junto con 17 hombres a las afueras del pueblo para emprender una marcha de 12 km sin vuelta posible, en la que Victoria alienta a los hombres: Ánimo, adelante, Cristo nos espera. Llegados a un caserón de la finca, fueron sometidos a un juicio en el que todos fueron condenados a muerte. 
Victoria, la única mujer, presenció la ejecución de sus compañeros. Los hombres fueron fusilados uno a uno ante la boca de uno de los pozos mineros de la Mina del Rincón. Llegado su turno los ejecutores le dan la opción de salvar su vida gritando "viva el comunismo!". Ella en cambio grita "Viva Cristo Rey!". En noviembre fue sacado su cuerpo y enterrado en el cementerio de Hornachuelos, donde permaneció enterrado durante casi 30 años, sus restos se trasladaron a la cripta que la Institución Teresiana tiene en Córdoba, cerca de la Mezquita, cripta realizada por el arquitecto Rafael de La-Hoz Arderius. También se encuentran algunos huesos bajo el altar del monasterio cisterciense de Santa María de las Escalonias, en el término municipal de Hornachuelos, cercano a Palma del Río.

## Beatificación
El proceso ordinario sobre el martirio de Victoria se abrió el 11 de diciembre de 1965, coincidiendo con el traslado de sus restos a Córdoba, siendo postulador general Teodoro Zamalloa. El 10 de octubre de 1993, el Papa Juan Pablo II la nombró beata, junto a Pedro Poveda (canonizado en Madrid el 4 de mayo de 2003).